# Motorama: Classic Racing
Motorama: Classic Racing es un videojuego de carreras desarrollado por 251 Games y publicado por KISS Ltd. para Microsoft Windows. Fue lanzado el 21 de noviembre de 2014.

## Sinopsis
Durante muchos años, las carreras callejeras han sido populares en Sierra Lake, una de las ciudades más famosas de California. Coches llamativos conducidos por corredores habilidosos, con mucho dinero en juego y, por supuesto, hermosas chicas crean: un cóctel explosivo donde solo compiten los más valientes.

## Jugabilidad
Motorama: Classic Racing es un juego de carreras donde se conducen coches de los años 50. Se puede personalizar el coche y competir en 8 modos de carrera diferentes, a través de cinco áreas temáticas de los años 50.

## Recepción
Motorama: Classic Racing recibió críticas generalmente desfavorables tanto de la crítica como de los jugadores.
Quinn Levandoski de Hooked Games escribió: "Por ahora, Motorama necesita permanecer en el garaje como los cacharros oxidados a los que se parece tanto".
Antonio Gila de IGN España escribió: "Ni simulador ni arcade, sólo las opciones de personalización salvan la cara de Motorama de milagro".